# Новоселица (Кировоградская область)
Новосе́лица (укр. Новоселиця) — село в Благовещенской городской общине Голованевского района Кировоградской области Украины.
До 2020 года входило в Благовещенский район
Население по переписи 2001 года составляло 1530 человек. Почтовый индекс — 26423. Телефонный код — 5259.